# Chřen
Chřen je tvar křestního jména (později překládaný i jako Křen – německy Kren, chorvatsky hren, srbsky рен/ren, řecky χρένο/chreno, jidiš חריין/khreyn), který se vyskytoval v 11. až 15. století. Ještě dnes se vyskytuje v Maďarsku křestní jméno Tormás s významem "křen/torma" (původně jméno "Termacsu" snad významem "thermos") či Krijn v Nizozemí (vyslovováno "krejn"), kde je populární i jméno Quirinus, které je poněmčeno jako Krein. Podobný je i keltský výraz pro česnek/crem (také pálivou zeleninu – srov. latinské cremare/spálit) vyskytující se ve jménu řek a pak i sídel (např. Křemže).
- Chrenizlao (snad Krenislav, jméno je ale původem asi od chorvatského či srbského "kreni/крени" – imperativ k "jít", ale může také jit o konekt "-i-"[2]) – svědek v Höhenkirchenu u Mnichova na listině z roku 1020.[3] Podobné je jméno Hranislav/Chranisthlavos/Kranislav v Bulharsku s významem "hranice/граница" či spíše "chránit/chronić" (obdobně jako u jmen Chranisa, Chranimir/Hranimir/Granimir, Chranidrug či Chranibor) ve smyslu "uchovat" (snad z praslovanského "chorna"/храна/jídlo[4]), což je časté i u jiných jmen (Baltazar/'zachraň život králi', Zikmund/'ochránce vítězství', Servác/'uchovatel'/'zachráněný', Vilém/'ochranou je má vůle', Alexandra/'ochránkyně mužů', Igor/'bůh Ingve chrání'[5]) – u jména Chranislaw je na východě zaměněno "o" za "a" na Chronisław.[6]
- hrabě Chren – byl jeden z čelních mužů národa za vlády českého a polského krále Vratislava II. († 1092) podle Františka Palackého[7] a to pravděpodobně na základě zmínky o výřečném Budivojovi v Kosmově kronice Budivoy, filius Hren. V pozdějším (možná chybném) opisu událostí ze 14. století (Pulkavova kronika) je psáno Budywoy filium Hron – srov. Hronov u Náchoda u hranic s Polskem (kde se  vyskytují obce jako Gronów, Gronowice, Gronowo) založeného později jistým Hronem – Gron de Nachod (od slova "chodit/jít", cesty/stezky se nazývaly "chody"). U řeky Hron (neboli Gran vlévající se do Dunaje u stejnojmenného uherského centra Gran) je název odvozen od keltského boha Grannuse  (spojeného s termálními prameny např. Aquae Granni, tak jako okolí města Hranice – zmiňované jako Granice v roce 1169, nebo snad od "granum/zrno"). Obdobně zní i slovo "hranice" (v různých jazycích "granica", "crinare", "crena" či "Grenze"[8]) či v cizím jazyce "příkop" či "rýha/Rinne/Gerinne" (jinak také "crana", "crena", "crenna" či Grena), a také "rinna" ve významu "téci/běžet" (např. Rýn/Rhein/Rijn byl psán občas i jako flumine Hreno). Dále pak i slovo "čistý/nedotčený/nevinný" ("hrainiz", "hrēni", "chrene"[9], "crinne", "ren"). Také "čest" (srov. s Častolov ze Žitavy z rodu "[H]ronovců" v Horní Lužici, tj. území okolo Budyšína (významem snad "hraniční město"/"Grenzort"), které získal roku 1075 Vratislav II., či s Častou z Křelova, později německy psaného např. jako Crenaw či Krenne[10]) souvisí se slovem "číst", ale i "verš" ("grano" či v hornolužičtině "řeč"/"hrono", která také plyne)[11]. I slovo "čas" (související s řeckou personifikací času "Χρόνος/Chronos" užívanou například v označení kronika) souvisí původně s pohybem/plynutím[12].
- purkrabě Chřen (Hren[13]) – kastelán Olomoucký roku 1130 (tou dobou byl biskupem Jindřich Zdík, zakladatel prvního premonstrátského klášteru v Čechách a možný příbuzný kancléře Juraty[14]), z kláštera Hradisko (zal. k poctě svatého Štěpána olomouckým knížetem Otou I. Olomouckým a jeho ženou Eufemií Uherskou) jsou benediktíni vyhnáni premonstráty
- bájný (nedoložený) Chrzan – zakladatel polského města Chrzanów (hrad v roce 1178, Chranow v 1228 – může souviset se jmény obcí "Granowo" či "Granica" s významem "hranice", u které se Chrzanów také nachází)
- mělnický probošt Chřen – syn dvorního kancléře Juraty z Mělníka (Chrenoni, filio Iurate, prepositi Melnicensis), roku 1176 směnil Radovesice[15] (pozn.: dochází ke změně písmene h za ch – např. v chorvatštině se ještě dnes vyslovuje h jako ch)
- Hren – svědek na listinách v Opavě a Olomouci (1195 a 1207), měl bratra Jana[16] a může souviset se jménam Crina (1168 Jurata, prepositus melnicensis. Crina archidiaconus ... Chasta judex, 1174 Crina canonicus et archidiaconus ... Dionisius canonicus, 1226 Dionisio, cognato Chrenonis – zde tedy Chřen přímo nevystupuje), které ale lze překládat ve významu "černý/crn/црн" (podobné pro indoevropské jazyky s Kršna, kde pro hinduisty černá barva symbolizovala "čas"[17] – jako Kálí spojované s orgiemi stejně jako Dionýsos či jiný Zelený muž (Green Man) – Cernun), ale i například obec Černuc byla původně psána jako Crenuc či Crynucy (srov. s Černín).
- Chrenone (1217, zmiňován bavorský falckrabě Rapoto II.), Chreno (1235, na listině Jindřicha I. z Ortenburgu, bratra Rapota) či Chreno (1253, na listině Jindřicha II. z Ortenburgu, syna Jindřicha a Božislavy, jejíž strýc Vojtěch, nástupce Juraty na Mělníku, byl do roku 1200 arcibiskupem v Salcburku) – zmiňován v listinách v Pasově[18]
- Chřen ze Zbiroha[19] – Sulislavec, příbuzný Sulislava (spíše polské jméno), purkrabího loketského, z Pnětluk a Trnovan (Sulizlaus et Hren filii Sulizlai de Tirnouan[20]), zmínky z let 1193, 1230 a 1233
- zeman Chřen z Křesína – zmínka z roku 1237[21], pravděpodobně totožný s Chřenem ze Zbiroha (podle zmínky z roku 1248 s bratrem Sulislavem)
- vladyka Chřen – sídlil v Chřenovicích, viz (některé) zmínky z let 1195 až 1248
- Creno (Křen), roku 1281 purkrabí Rožmberků na hradě Příběnice u Tábora[22] a byl otcem Chrena (Chreno filius domini Chrenonis)
- Crzenek de Ulrichow – roku 1295[23]
- Chřen ze Rtína/Rtyně – rok 1333[24], dle erbu také Sulislavec
- Chrzyeno – roku 1338 v Miličíně (Chrzyenonem in capellanum ecclesie in Myliczyn)
- Chrzyen de Kahlowicz – roku 1383 a Chrzien de Kahlowa roku 1386 – srov. s Heinricus Chrene in Chaglowe (neboli Zaglau u Štýru v letech 1265–1267)
- Chřen, syn Petra z Mašťova – roku 1386 (Chrzyeno Petri de Masczow) či roku 1405 studoval Karlovu Univerzitu[25]